# Tessennano
Tessennano est une commune de la province de Viterbe dans le Latium en Italie.

## Administration
| Période                                  | Période  | Identité         | Étiquette | Qualité |
| ---------------------------------------- | -------- | ---------------- | --------- | ------- |
| 14 juin 2004                             | En cours | Milena Piermaria | Centro    |         |
| Les données manquantes sont à compléter. |          |                  |           |         |

### Communes limitrophes
Arlena di Castro, Canino, Cellere, Tuscania

### Évolution démographique
Habitants recensés